# 나카무라 칸쿠로 (6대)
6대 나카무라 칸쿠로(일본어: 六代目 中村 勘九郎 로쿠다이메 나카무라 칸쿠로[*])는 일본의 가부키 배우이다. 도도 헤이스케, 가나구리 시조 등의 역할을 맡았다.

## 같이 보기
- 나카무라 칸쿠로